# Mistrzostwa Świata w Piłce Nożnej 1958 (eliminacje)
W kwalifikacjach do Mistrzostw Świata 1958 udział wzięło 56 drużyn. RFN jako obrońca tytułu oraz Szwedzi jako gospodarze automatycznie awansowali do turnieju. Eliminacje po raz pierwszy zostały podzielone na strefy kontynentalne, kontrolowane przez następujące organizacje: UEFA w Europie, CONMEBOL w Ameryce południowej, NAFC w Ameryce Północnej, CCCF w Ameryce Środkowej i na Karaibach, AFC w Azji, CAF w Afryce oraz OFC w Oceanii (od 1966 roku).
14 wolnych miejsc zostało następująco rozdzielone pomiędzy konfederacje:
- UEFA - 9 miejsc + 2 (gospodarz i obrońca tytułu) o które walczyło 27 reprezentacji
- CONMEBOL - 3 miejsca o które walczyło 9 reprezentacji
- NAFC + CCCF - 1 miejsce o które walczyło 6 reprezentacji
- CAF + AFC - 1 miejsce o które walczyło 12 reprezentacji (w tym Izrael, Cypr i Turcja)

Ponadto FIFA ustaliła, że reprezentacja, która nie rozegrała spotkania nie może awansować na Mistrzostwa, tak jak miało to miejsce w poprzednich latach.

## Wyniki

### Baraż UEFA vs AFC/CAF
| 1 15 stycznia 1958 | Izrael | 0:20:1raport | Walia · 38' Len Allchurch · 65' Dave Bowen | Ramat Gan, Tel Awiw Widzów: 60 000 Sędzia: Maurice Guigue |
|                    |        |              |                                            |                                                           |

| 2 5 lutego 1958 | Walia · Ivor Allchurch 76' · Cliff Jones 80' | 2:00:0raport | Izrael | Ninian Park, Cardiff Widzów: 30 000 Sędzia: Klas Schipper |
|                 |                                              |              |        |                                                           |

## Awans
| Drużyna           | Strefa kwalifikacyjna | Występy   | Najlepszy wynik            | Ostatni występ |
| ----------------- | --------------------- | --------- | -------------------------- | -------------- |
| Anglia            | UEFA 1                | 2         | Ćwierćfinał (1954)         | 1954           |
| Argentyna         | CONMEBOL 2            | 2         | 2 miejsce (1930)           | 1934           |
| Austria           | UEFA 5                | 2         | 3 miejsce (1954)           | 1954           |
| Brazylia          | CONMEBOL 1            | 5         | 2 miejsce (1950)           | 1954           |
| Czechosłowacja    | UEFA 4                | 3         | 2 miejsce (1934)           | 1954           |
| Francja           | UEFA 2                | 4         | Ćwierćfinał (1938)         | 1954           |
| Irlandia Północna | UEFA 8                | debiutant | debiutant                  | debiutant      |
| Jugosławia        | UEFA 7                | 3         | 3 miejsce (1930)           | 1954           |
| Meksyk            | NAFC/CCCF             | 3         | 1 runda (1930, 1950, 1954) | 1954           |
| Paragwaj          | CONMEBOL 3            | 2         | 1 runda (1930, 1950)       | 1950           |
| RFN               | UEFA (obrońca tytułu) | 3         | Mistrzostwo (1954)         | 1954           |
| Szkocja           | UEFA 9                | 1         | 1 runda (1954)             | 1954           |
| Szwecja           | UEFA (gospodarz)      | 3         | 3 miejsce (1950)           | 1950           |
| Walia             | baraż UEFA vs AFC/CAF | debiutant | debiutant                  | debiutant      |
| Węgry             | UEFA 3                | 3         | 2 miejsce (1938, 1954)     | 1954           |
| ZSRR              | UEFA 6                | debiutant | debiutant                  | debiutant      |